# Trididemnum nube
Trididemnum nube är en sjöpungsart som beskrevs av Monniot 1991. Trididemnum nube ingår i släktet Trididemnum och familjen Didemnidae. Inga underarter finns listade i Catalogue of Life.